# Contea di Maqên
La contea di Maqên (玛沁县S, Mǎqìn XiànP) è una contea della Cina, situata nella provincia di Qinghai e amministrata dalla prefettura autonoma tibetana di Golog.